# Сан Сиђисмондо (Болцано)
Сан Сиђисмондо је насеље у Италији у округу Болцано, региону Трентино-Јужни Тирол.
Према процени из 2011. у насељу је живело 576 становника. Насеље се налази на надморској висини од 764 м.